# Савино (Тотемский район)
Савино — деревня в Тотемском районе Вологодской области.
Входит в состав Пятовского сельского поселения, с точки зрения административно-территориального деления — в Пятовский сельсовет.
Расположена на левом берегу реки Сухона. Расстояние по автодороге до районного центра Тотьмы — 1 км, до центра муниципального образования деревни Пятовская — 2 км. Ближайшие населённые пункты — Тотьма, Выдрино, Глубокое, Пятовская.
По переписи 2002 года население — 190 человек (85 мужчин, 105 женщин). Преобладающая национальность — русские (99 %).